# کوه‌های سیبری شرقی
کوه‌های سیبری شرقی (روسی: Восточно-Сибирское нагорье) یا بلندی‌های سیبری شرقی یکی از بزرگ‌ترین مناطق کوهستانی روسیه است که میان پستی‌های یاقوتستان شرقی و تنگه برینگ در ناحیه فدرالی خاور دور و شمال‌شرقی سیبری قرار دارد. تمامی محدوده سیبری شرقی تراکم جمعیتی بسیار کمی دارد. این منطقه کوهستانی یکی از مناطق بزرگ روسیه به‌شمار می‌رود.